# Henri Prentout
Henri Prentout, né le 15 septembre 1867 au Havre et mort en novembre 1933 est un historien français.

## Biographie
Il est agrégé d'histoire en 1892, docteur ès lettres en février 1901. Il est nommé professeur d'histoire au lycée de Tourcoing en 1891. Trois ans plus tard, il revient à Caen comme professeur de lycée. En 1903, il est nommé professeur d'histoire de la Normandie à la Faculté des lettres de l'université de Caen.
Il est membre de l'Académie des sciences, arts et belles-lettres de Caen.
Il reçoit le prix Gobert. Il est nommé chevalier de la Légion d'honneur en 1930. Il est également chevalier de l'ordre de Léopold .

## Publications
- Histoire de l'Angleterre, s.l., Librairie Hachette, 1892
- L'Île de France sous Decaen, 1803-1810 : essai sur la politique coloniale du Premier Empire et la rivalité de la France et de l'Angleterre dans les Indes orientales, Paris, Hachette et Cie, 1901, prix Thérouanne en 1902
- Introduction à l'histoire de Caen, Caen, H. Delesques, 1904
- La Vie de l’étudiant à Caen au XVIe siècle, Caen, H. Delesques, 1905
- L’Université de Caen à la fin du XVIe siècle ; la contre-réforme catholique et les réformes parlementaires, Caen, Delesques, 1908
- La Faculté de médecine de l’Université de Caen au XVIe siècle, 1506-1618, Caen, Jouan, 1909
- La Réforme en Normandie et les débuts de la Réforme à l’Université de Caen, Paris, s.n., 1913
- Étude critique sur Dudon de Saint-Quentin et son histoire des premiers ducs normands, Paris, Picard, 1916
- Caen et Bayeux, Paris, Laurens, 1921
- Esquisse d’une histoire de l’Université de Caen, Caen, Imprimerie artistique Malherbe de Caen, 1932.

## Distinctions
- Chevalier de la Légion d'honneur
- Chevalier de l'ordre de Léopold